# Municipalità regionale della contea di Brome-Missisquoi
La municipalità regionale della contea di Brome-Missisquoi è una municipalità regionale di contea del Canada, localizzata nella provincia del Québec, nella regione di Montérégie.
Il suo capoluogo è Cowansville.

## Suddivisioni
City e Town
- Bedford
- Bromont
- Cowansville
- Dunham
- Farnham
- Lac-Brome
- Sutton

Municipalità
- Bolton-Ouest
- Brigham
- East Farnham
- Frelighsburg
- Notre-Dame-de-Stanbridge
- Pike River
- Saint-Armand
- Saint-Ignace-de-Stanbridge
- Sainte-Sabine
- Stanbridge East
- Stanbridge Station

Township
- Bedford

Villaggi
- Abercorn
- Brome